# Habrocestum formosum
Habrocestum formosum är en spindelart som beskrevs av Wesolowska 1999 [2000. Habrocestum formosum ingår i släktet Habrocestum och familjen hoppspindlar. Inga underarter finns listade i Catalogue of Life.